# Hanan Fadisi
Hanan Fadisi es una deportista marroquí que compitió en judo. Ganó una medalla de bronce en el Campeonato Africano de Judo de 2001 en la categoría de –63 kg.

## Palmarés internacional
| Campeonato Africano | Campeonato Africano | Campeonato Africano | Campeonato Africano |
| Año                 | Lugar               | Medalla             | Categoría           |
| ------------------- | ------------------- | ------------------- | ------------------- |
| 2001                | Trípoli (Libia)     | Medalla de bronce   | –63 kg              |